# Verdoble
El Verdoble és un curs d'aigua que neix a Occitània, a la comarca de les les Corberes, i desemboca a la Catalunya del Nord, a la comarca del Rosselló. És un dels afluents per l'esquerra de l'Aglí.
Neix dins el terme de Solatge i recorre les Corberes fins a Pasiòls, on entra dins el Rosselló marcant un traçat molt sinuós pel terme de Talteüll i desemboca a l'Aglí per l'esquerra, dins el terme d'Estagell.
El topònim Verdoble és mencionat per Plini el Vell, qui, referint-se al riu que actualment porta el nom d'Aglí, l'anomena flumen Vernodubrum, un topònim clarament cèltic. En el moment que l'Aglí prengué el nom que avui en dia l'identifica, el Verdoble degué prendre el nom que l'Aglí abandonava. El topònim torna a aparèixer documentat en manuscrits del segle ix amb formes llatinitzants com Vernodupli i Vernedupli. La pronúncia local és [bəɾ'ðublə], en català rossellonès, i [beɾ'ðuble], en occità llenguadocià.